# Sony Ericsson K810
K810 od Sony Ericssonu je jeden z modelů, který ma fotoaparát od Cyber-Shotu a zároveň fotoaparát s rozlišením 3,2 mega pixelu. Datové přenosy má přes Bluetooth a Infračervený port.

## Barevné variace
- černý
- černá s bílými zády a černou krytkou fotoaparátu

## Podobné modely
- K790i (3,2 MPX;Cyber-shot)
- K800i (3,2 MPX;Cyber-shot)
- K850i (5 MPX;Cyber-shot)